# Hippiatrica

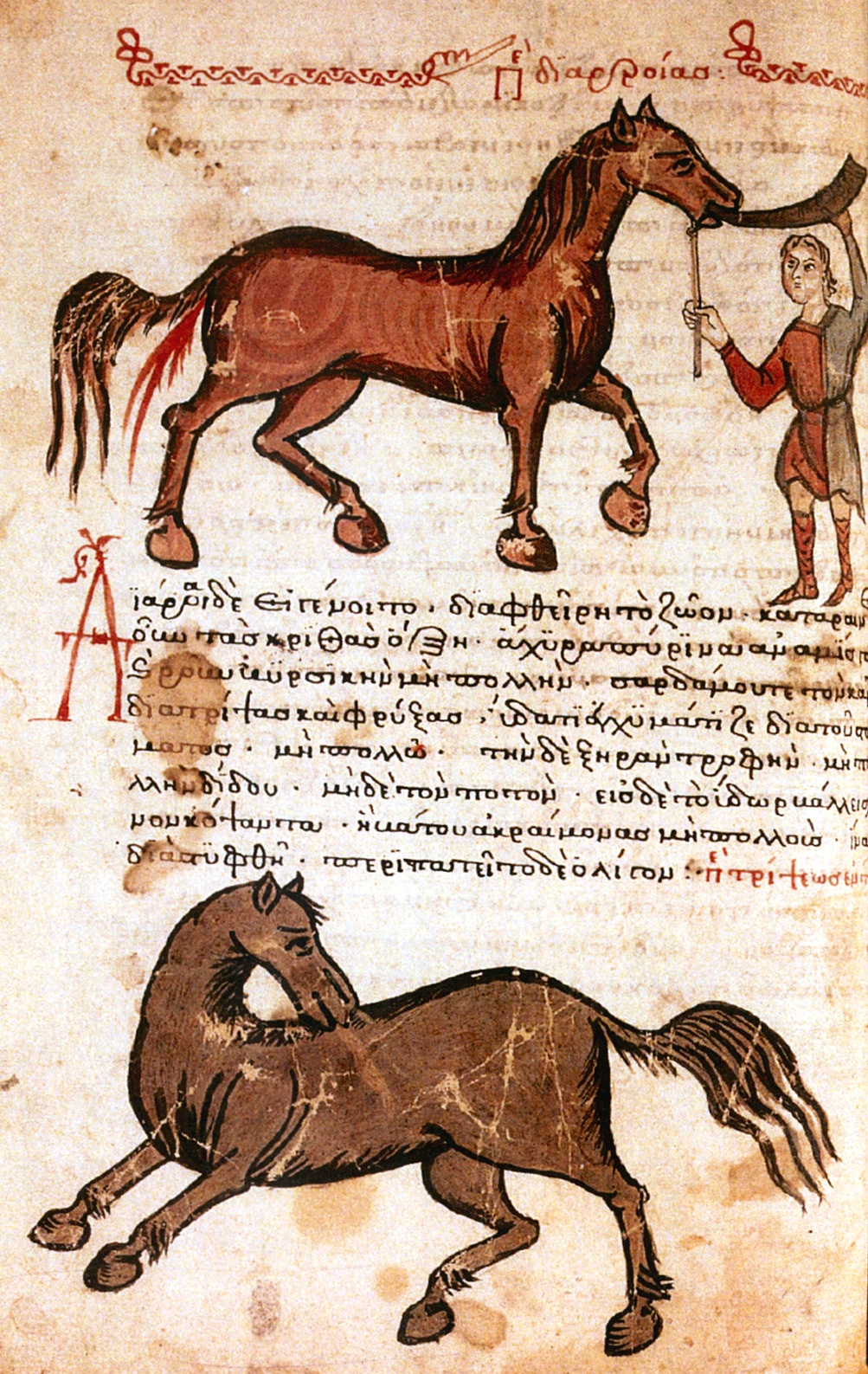
Pferd bekommt Durchfallarznei (Abschrift aus dem 14. Jhd.)

Hippiatrica (griechisch wörtlich: „Pferdemedizinische [Schriften]“) ist der Titel, den die modernen Herausgeber und Übersetzer dem Hauptmonument altgriechischer pferdemedizinischer (hippiatrischer) Literatur gegeben haben. Die Hippiatrica wurden vielleicht im 5. oder 6. Jahrhundert n. Chr. von einem unbekannten Herausgeber kompiliert.

## Handschriften
Erhalten sind 22 Handschriften (einige mit mehr als einer Kopie des Textes) der Hippiatrica aus dem 10. bis zum 16. Jahrhundert, enthalten in 5 Rezensionen: M, B und D zählten die völlige Sammlung, RV ist eine kürzere Version und E ist eine Epitome.

## Ausgaben und Übersetzungen
Die erste lateinische Übersetzung Veterinariae medicinae libri II, Iohanne Ruellio Suessionensi interprete, herausgegeben im Jahre 1530 in Paris, wurde von Jean Ruel (Ruellius) erstellt. 1537 veröffentlichte Simon Grynaeus den griechischen Text, herausgegeben  1537 in Basel unter dem Titel Τῶν ἱππιατρικῶν βιβλία δύω: Veterinariae medicinae libri duo, a Iohanne Ruellio Suessionensi olim quidem latinitate donati, nunc vero iidem sua, hoc est Graeca, lingua primum in lucem aediti. Aus der Grynaeus-Version wurden zwei Ausgaben übersetzt: die erste, ins Italienische, herausgegeben von Michele Tramezzino unter dem Titel Opera della medicina de’ cavalli composta da diversi antichi scrittori, et a commune utilita di greco in buona lingua volgar ridotta (Venedig, 1543); die zweite, ins Französische, von Jean Massé, L’art vétérinaire ou grande mareschallerie (Paris, 1563).
Eine deutsche Übersetzung des lateinischen Textes von Ruel wurde von Gregor Zechendörfer (Nürnberg, 1571), unter dem Titel  Zwei nützliche sehr gute Bücher von allerley Gebrechen und Krankenheiten, damit die Rosse Maulesel u.s.w. geplagt sind, angefertigt.  1924 und 1927 veröffentlichten Eugen Oder und Karl Hoppe zwei Bände in Leipzig beim B. G. Teubner Verlag als Corpus Hippiatricorum Graecorum (I Hippiatrica Berolinensia, II Hippiatrica Parisina Cantabrigiensia Londinensia).